# Saudade da Bahia/Bolinha de papel
 (mai 2015).
Si vous disposez d'ouvrages ou d'articles de référence ou si vous connaissez des sites web de qualité traitant du thème abordé ici, merci de compléter l'article en donnant les références utiles à sa vérifiabilité et en les liant à la section « Notes et références ».
Albums de João Gilberto
O amor, o sorriso e a flor
(1960) João Gilberto
(1961)
Saudade da Bahia/Bolinha de papel est le sixième et dernier 78 tours de João Gilberto, enregistré par l'artiste pour le label discographique Odeon en 1961. Cet album de deux titres a pour intérêt de ne contenir aucune composition d'Antônio Carlos Jobim ou de Vinícius de Moraes, pourtant partenaire musical de longue date de João Gilberto. 
Sorti en mars 1961, cet album se veut un avant-goût musical du troisième 33 tours que João Gilberto sortira plusieurs mois plus tard.

## Production
En raison des succès commerciaux phénoménaux des deux derniers 33 tours (soit Chega de Saudade et O amor, o sorriso e a flor), Aloysio de Oliveira, directeur artistique chez Odeon, propose à João Gilberto d'enregistrer un troisième album de douze titres et d'inspiration similaire aux deux autres. L'idée est toujours celle de sillonner sur la vague musicale de la bossa nova afin d'engranger un maximum de gains économiques et d'élever le chiffre d'affaires de l'entreprise musicale. Un premier enregistrement a lieu en mars au cours duquel João Gilberto enregistre quatre titres qui doivent servir d'aperçu commercial de ce que sera le prochain grand disque du chanteur bahianais. En place et lieu d'un second 45 tours de quatre titres, Aloysio de Oliveira jette son dévolu sur la formule largement éprouvée du 78 tours de deux titres. Sorti en mars 1961, ce nouvel album réunit les titres Saudade da Bahia et Bolinha de papel qui ont pour particularité d'être écrits et composés par des sambistes notoires que João Gilberto appréciait beaucoup dans son enfance tels que Dorival Caymmi et Geraldo Pereira.
Saudade da Bahia/Bolinha de papel est l'unique 78 tours qui sortira dans la foulée du troisième 33 tours de João Gilberto, João Gilberto.

## Liste des pistes
| N° | Titre            | Auteurs         | Durée |
| -- | ---------------- | --------------- | ----- |
| A  | Saudade da Bahia | Dorival Caymmi  | 2:17  |
| B  | Bolinha de papel | Geraldo Pereira | 1:18  |